# Бернсайд Тауншип (округ Сентер, Пенсільванія)
Бернсайд Тауншип (англ. Burnside Township) — селище (англ. township) в США, в окрузі Сентр штату Пенсільванія. Населення — 411 особа (2020).

## Демографія
Згідно з переписом 2010 року, у селищі мешкало 439 осіб у 173 домогосподарствах у складі 134 родин. Було 368 помешкань
Расовий склад населення:
| - 97,3 % — білих - 0,2 % — чорних або афроамериканців - 0,2 % — азіатів |

До двох чи більше рас належало 2,3 %. Частка іспаномовних становила 3,6 % від усіх жителів.
За віковим діапазоном населення розподілялося таким чином: 23,0 % — особи молодші 18 років, 59,7 % — особи у віці 18—64 років, 17,3 % — особи у віці 65 років та старші. Медіана віку мешканця становила 42,2 року. На 100 осіб жіночої статі у селищі припадало 119,5 чоловіків;  на 100 жінок у віці від 18 років та старших — 115,3 чоловіків також старших 18 років.
Середній дохід на одне домашнє господарство  становив 63 427 доларів США (медіана — 51 667), а середній дохід на одну сім'ю — 70 069 доларів (медіана — 57 500). Медіана доходів становила 44 063 долари для чоловіків та 33 750 доларів для жінок. За межею бідності перебувало 3,1 % осіб, у тому числі 3,8 % дітей у віці до 18 років та 2,3 % осіб у віці 65 років та старших.
Цивільне працевлаштоване населення становило 216 осіб. Основні галузі зайнятості: освіта, охорона здоров'я та соціальна допомога — 26,9 %, роздрібна торгівля — 14,4 %, будівництво — 10,2 %, транспорт — 8,8 %.